# Apolena Rychlíková
Apolena Rychlíková, née à Brno en 1989, est une réalisatrice de films documentaires, militante de gauche et journaliste tchèque, actuellement rédactrice en chef du site d'information A2larm.

## Biographie
Apolena Rychlíková est fille de l'acteur Břetislav Rychlík (en).
Elle suit une formation à l'Académie du film de Prague.

## Filmographie partielle

### Réalisatrice
- 2011 : Hájek na zámku, Petr v podzámčí
- 2012 : Padá vláda, něco si přej
- 2013 : Rodina (aussi productrice, scénariste, directrice de la photographie, ingénieur du son et monteuse)
- 2013 : Expremiéři (cs) (Mirek Topolánek: Topoltropa) (2013)
- 2014 : Za Adolfa by zádní morgosi nemeli zádný práva (court-métrage, aussi scénariste et monteuse)
- 2014 : Neskloň se!
- 2015 : Nedej se: Klinika města
- 2015 : Intolerance: Chlad
- 2017 : Limits of work (Hranice práce)[1]